# 25e cérémonie des Dallas-Fort Worth Film Critics Association Awards
 (mars 2024).
La 25e cérémonie des Dallas-Fort Worth Film Critics Association (DFWFCA Awards), décernés par la Dallas-Fort Worth Film Critics Association, a eu lieu le 14 décembre 2015 et a récompensé les films réalisés dans l'année.

## Palmarès

### Meilleur film
1. Spotlight
2. The Revenant
3. Carol
4. Sicario
5. Mad Max: Fury Road
6. The Big Short : Le Casse du siècle (The Big Short)
7. Seul sur Mars (The Martian)
8. Room
9. Danish Girl
10. Brooklyn

### Meilleur réalisateur
1. Alejandro González Iñárritu pour The Revenant
2. Tom McCarthy pour Spotlight
3. George Miller pour Mad Max: Fury Road
4. Todd Haynes pour Carol
5. Denis Villeneuve pour Sicario

### Meilleur acteur
1. Leonardo DiCaprio pour le rôle de Hugh Glass dans The Revenant
2. Michael Fassbender pour le rôle de Steve Jobs dans Steve Jobs
3. Eddie Redmayne pour les rôles de Lili Elbe/Einar Wegener dans Danish Girl
4. Matt Damon pour le rôle de Mark Watney dans Seul sur Mars (The Martian)
5. Johnny Depp pour le rôle de James J. Bulger dans Strictly Criminal (Black Mass)

### Meilleure actrice
1. Brie Larson pour le rôle de Joy « Ma » Newsome dans Room
2. Cate Blanchett pour le rôle de Carol Aird dans Carol
3. Saoirse Ronan pour le rôle d'Eilis Lacey dans Brooklyn
4. Charlotte Rampling pour le rôle de Kate Mercer dans 45 ans (45 Years)
5. Carey Mulligan pour le rôle Maude Watts dans Les Suffragettes (Suffragette) 
 Charlize Theron pour le rôle d'Imperator Furioso dans Mad Max: Fury Road

### Meilleur acteur dans un second rôle
1. Paul Dano pour le rôle de Brian Wilson dans Love and Mercy
2. Mark Rylance pour le rôle de Rudolf Abel dans Le Pont des espions (Bridge of Spies)
3. Tom Hardy pour le rôle de John Fitzgerald dans The Revenant
4. Idris Elba pour le rôle du commandant dans Beasts of No Nation
5. Benicio del Toro pour le rôle d'Alejandro Gillick dans Sicario

### Meilleure actrice dans un second rôle
1. Rooney Mara pour le rôle de Therese Belivet dans Carol
2. Alicia Vikander pour le rôle d'Ava dans Ex machina
3. Kate Winslet pour le rôle de Joanna Hoffman dans Steve Jobs
4. Alicia Vikander pour le rôle de Gerda Wegener dans Danish Girl
5. Jennifer Jason Leigh pour le rôle de Daisy Domergue dans Les Huit Salopards (The Hateful Eight)

### Meilleur scénario
1. Spotlight – Tom McCarthy et Josh Singer
2. Room – Emma Donoghue

### Meilleure photographie
1. The Revenant – Emmanuel Lubezki
2. Carol – Edward Lachman

### Meilleure musique de film
1. The Revenant – Bryce Dessner, Ryūichi Sakamoto et Alva Noto
2. Les Huit Salopards (The Hateful Eight) – Ennio Morricone

### Meilleur film en langue étrangère
1. Le Fils de Saul (Saul fia) •  Hongrie
2. The Assassin •  Taïwan
3. Une seconde mère (Que Horas Ela Volta?) •  Brésil
4. Mustang •  France
5. Goodnight Mommy (Ich seh Ich seh) •  Autriche

### Meilleur film d'animation
1. Vice-versa (Inside Out)
2. Anomalisa

### Meilleur film documentaire
1. Amy
2. The Look of Silence
3. The Wolfpack
4. Going Clear: Scientology and the Prison of Belief
5. The Hunting Ground

### Russell Smith Award
Meilleur film indépendant
- Tangerine